# Saint-Julien-la-Geneste
Saint-Julien-la-Geneste è un comune francese di 139 abitanti situato nel dipartimento del Puy-de-Dôme nella regione dell'Alvernia-Rodano-Alpi.

## Società

### Evoluzione demografica
Abitanti censiti